# Lorraine Gomes de Aguiar
Lorraine Gomes de Aguiar (Vitória, 15 de agosto de 1997) é uma atleta brasileira de atletismo paralímpico.

## Biografia
Durante sua infância, Lorraine enfrentou um câncer raro que impactou sua retina. Ainda criança, passou por uma cirurgia para a remoção do globo ocular esquerdo, deixando sequelas no olho direito. Foi através de um projeto em sua cidade, por convite de sua professora, que Lorraine teve seu primeiro contato com o esporte paralímpico, inicialmente com o goalball, e meses mais tarde migrou para o atletismo.
Ela participou do Grand Prix de Marrakech 2023, onde ganhou prata nos 200m e 400m e ouro nos 100m.

## Títulos
Grand Prix
- Ouro: 100m e 200m (Notttwil, 2022)[1]
- Ouro: 100m (Marrakech, 2023)[1]
- Prata: 200m e 400m (Marrakech, 2023)[1]

Open Internacional de atletismo
- Ouro: 100m, 200m e 400m (2023)[1]